# Xung đột Rafah 2009
Các vụ đụng độ nhau trên dải Gaza là một trận đánh giữa cảnh sát Hamas với phe Hồi giáo cực đoan Jund Ansar Allah. Dải Gaza là phần đất do nhóm Hamas kiểm soát. Trận đánh diễn ra ngày 14 tháng 8, khi lực lượng an ninh Hamas tung ra một cuộc tấn công dữ dội vào một ngôi đền Hồi giáo, hạ sát lãnh tụ nhóm Hồi giáo đối thủ, tin theo al-Qaida, cùng các tín đồ vũ trang của ông ta, tại thị trấn phía nam Gaza, Rafah gần biên giới với Ai Cập. Theo giới chức của Hamas, số người chết gồm hơn một chục tay súng thuộc nhóm Jund Ansar Allah, hay Chiến sĩ của Những Tín đồ của Thượng đế, nhiều cảnh sát của Hamas và một bé gái 11 tuổi. Phe Hamas tố cáo Abdel-Latif Moussa, lãnh tụ của nhóm, là phản bội, sau khi truyền bá một bài thuyết giảng nảy lửa ngày 14/8/2009. Moussa tuyên bố rằng Gaza là một miền đất thuộc một tiểu vương Hồi giáo, thách thức sự cai trị của Hamas bằng một hình thức Hồi giáo cấp tiến hơn. Theo phe Hamas, trong lúc hai bên chạm súng, Moussa bị thiệt mạng khi tự cho nổ tung chiếc áo có cài bom mà ông ta đang mặc sẵn khi cuộc giao tranh tiếp diễn sau bình minh 15 tháng 8. Bộ Y tế Palestine ở Gaza nói ít nhất là 24 người Palestine tử vong và 150 người khác bị thương. Abu-Jibril Shimali, lãnh tụ Lữ đoàn Izz ad-Din al-Qassam của Hamas tại nam Gaza Strip, cũng thiệt mạng trong xung đột.

## Liên quan
Do Thái tố cáo al-Qaida, nhóm khủng bố chịu trách nhiệm về vụ tấn công khủng bố 11 tháng 9 ở Hoa Kỳ, đã thâm nhập vào Gaza. Nhưng Ihab Ghussein, một phát ngôn viên của Bộ Nội vụ Hamas đã phủ nhận lời cáo buộc này. Ghussein nói rằng nhóm của Moussa toàn là người Palestine và không có liên hệ gì với bên ngoài. Nhóm này đã thực hiện những cuộc tấn công bằng bom vào các Internet Café và các buổi đám cưới, với âm mưu áp đặt Bộ luật Hồi giáo lên vùng đất Gaza. Vì phần lớn người Palestine là tăng lữ thế tục, đặc biệt là ở vùng Bờ Tây, Hamas không muốn áp đặt Bộ luật Hồi giáo quá khắt khe lên Gaza. Hamas nắm quyền kiểm soát Gaza trong cuộc nội chiến năm 2007, đẩy lực lượng Fatah của Tổng thống Mahmoud Abbas ra ngoài, ông này lúc này lãnh đạo một chính quyền ôn hòa bên vùng Bờ Tây. Kể từ đó phe Hamas mạnh tay tiễu trừ mọi chống đối của Fatah và các phe phái khác ở dải Gaza.